# Lucio (pel·lícula)
Lucio és una pel·lícula documental espanyola del 2007 dirigida pels realitzadors bascos Aitor Arregi Galdos i Jose Mari Goenaga Balerdi, autors també del guió. Fou estrenada a la Secció Zabaltegui del Festival Internacional de Cinema de Sant Sebastià 2007.

## Sinopsi
El documental tracta sobre que tracta sobre la vida del paleta i militant anarquista Lucio Urtubia, exiliat a França, on va conèixer el mític maquis Quico Sabaté, i que fou protagonista durant dècades de diverses accions en contra del sistema capitalista entre la qual va destacar l'estafa de desenes de milions de dòlars al The First National City Bank of Nova York (actual Citibank) amb els quals va finançar causes anarquistes arreu del món. la premsa francesa el va considerar un Robin Hood contemporani i qui el coneixen com l'últim Quixot.

## Recepció
Als XXII Premis Goya fou nominada al Goya a la millor pel·lícula documental. També va rebre una menció especial del públic al Festival Internacional de Cinema a Guadalajara.